# Gonfreville-Caillot
Pour les articles homonymes, voir Gonfreville (homonymie) et Caillot.
Gonfreville-Caillot est une commune française située dans le département de la Seine-Maritime en région Normandie.

## Géographie

### Localisation
La commune est située dans le pays de Caux.

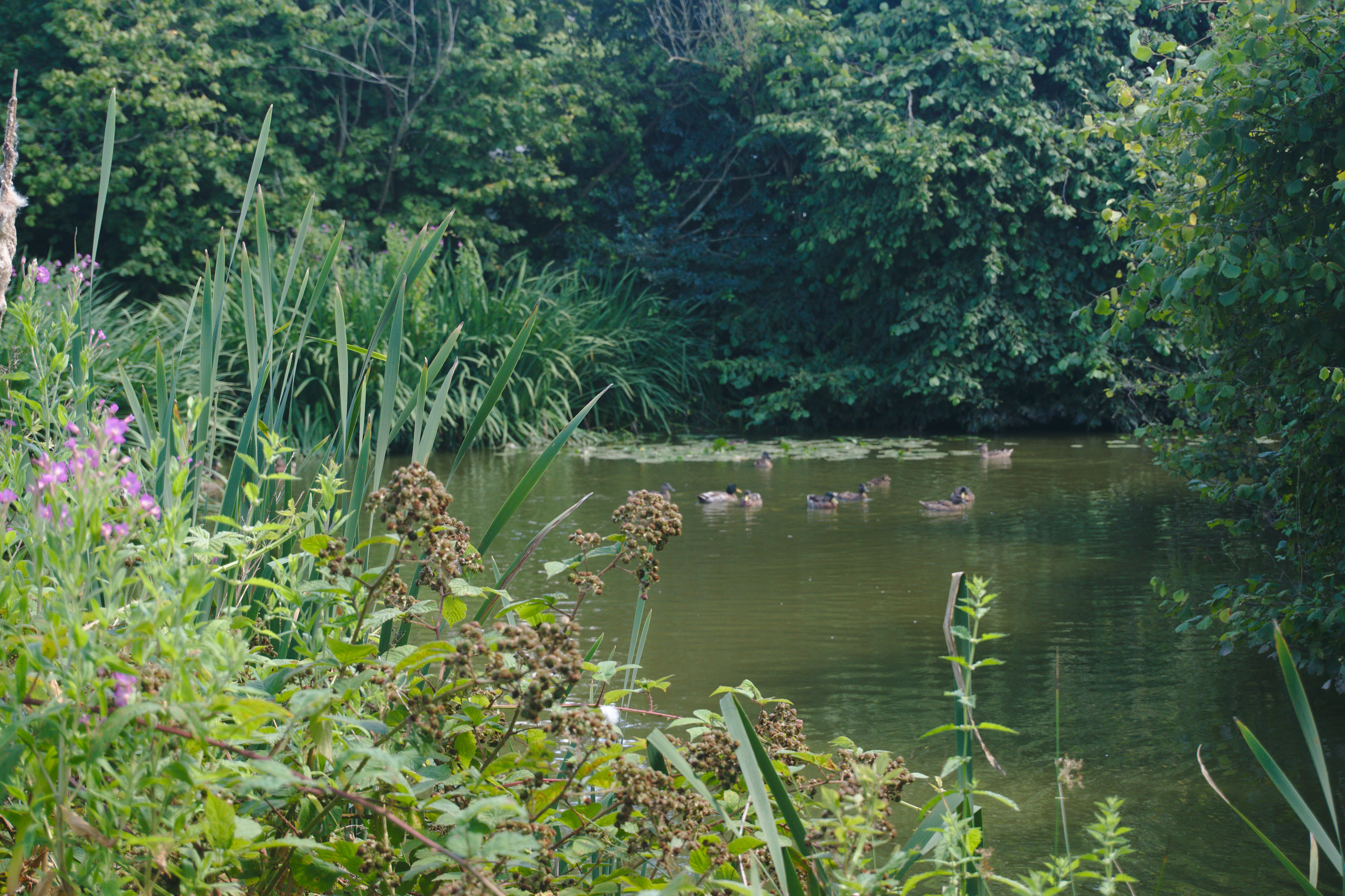
L'étang de la motte féodale.

Commune rurale, elle est située dans l'ouest du département, à une trentaine de km au nord-est du Havre et à une douzaine de km au sud-est de Fécamp. Elle fait partie du canton de Goderville.

### Communes limitrophes
|                      |                        | Angerville-Bailleul    |
| Grainville-Ymauville | Gonfreville-Caillot    |                        |
| Bréauté              | Vattetot-sous-Beaumont | Saint-Maclou-la-Brière |

### Hydrographie
La commune est située dans le bassin Seine-Normandie. Elle n'est drainée par aucun cours d'eau,.

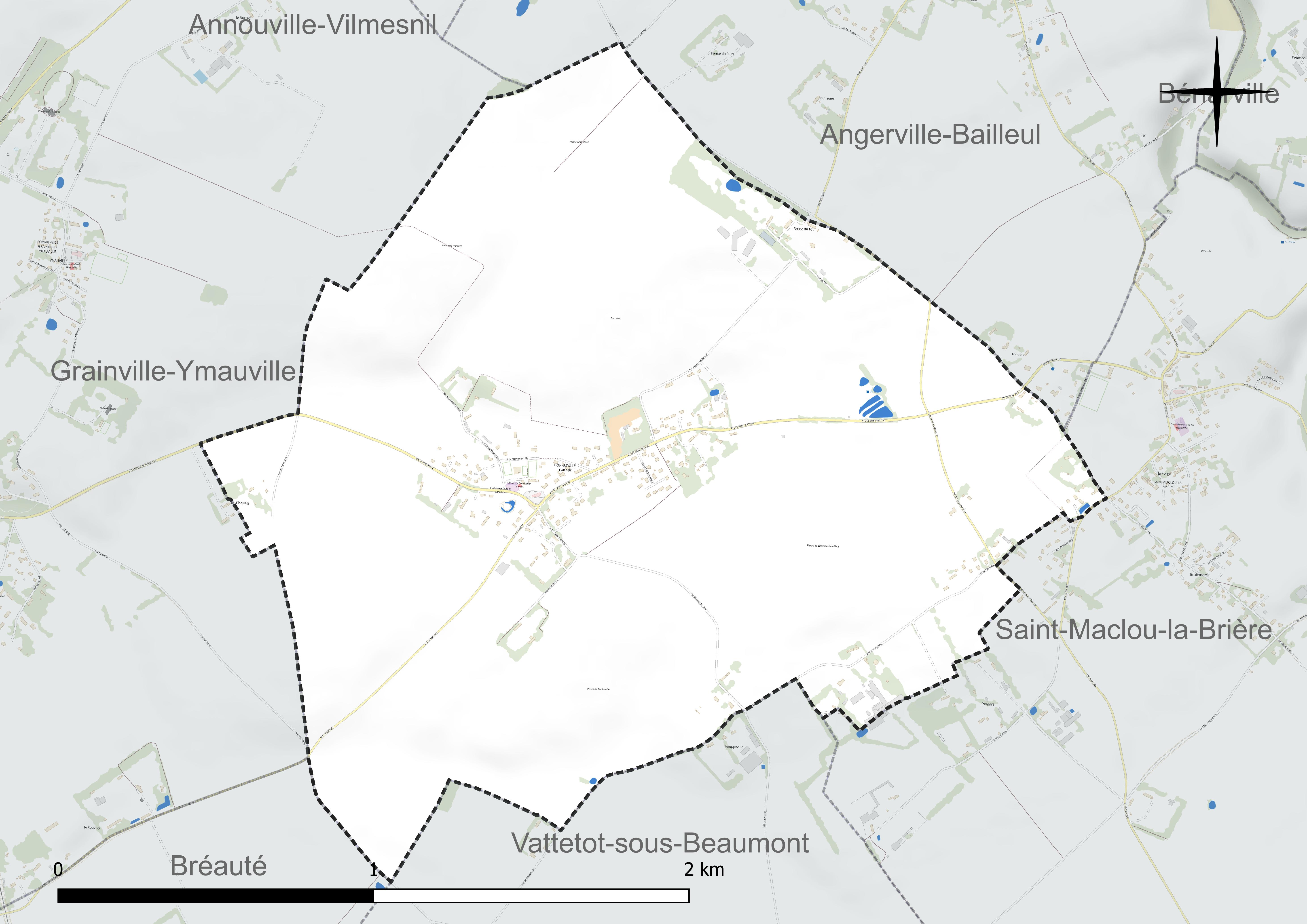
Réseau hydrographique de Gonfreville-Caillot.

### Climat
Pour des articles plus généraux, voir Climat de la Normandie et Climat de la Seine-Maritime.
En 2010, le climat de la commune est de type climat océanique franc, selon une étude du CNRS s'appuyant sur une série de données couvrant la période 1971-2000. En 2020, Météo-France publie une typologie des climats de la France métropolitaine dans laquelle la commune est exposée à un climat océanique et est dans la région climatique Côtes de la Manche orientale, caractérisée par un faible ensoleillement (1 550 h/an) ; forte humidité de l’air (plus de 20 h/jour avec humidité relative > 80 % en hiver), vents forts fréquents. Parallèlement le GIEC normand, un groupe régional d’experts sur le climat, différencie quant à lui, dans une étude de 2020, trois grands types de climats pour la région Normandie, nuancés à une échelle plus fine par les facteurs géographiques locaux. La commune est, selon ce zonage, exposée à un « climat maritime », correspondant au Pays de Caux, frais, humide et pluvieux, légèrement plus frais que dans le Cotentin.
Pour la période 1971-2000, la température annuelle moyenne est de 10,3 °C, avec une amplitude thermique annuelle de 13 °C. Le cumul annuel moyen de précipitations est de 967 mm, avec 13,4 jours de précipitations en janvier et 8,8 jours en juillet. Pour la période 1991-2020, la température moyenne annuelle observée sur la station météorologique la plus proche, située sur la commune de Petiville à 24 km à vol d'oiseau, est de 12,0 °C et le cumul annuel moyen de précipitations est de 844,9 mm,. Pour l'avenir, les paramètres climatiques de la commune estimés pour 2050 selon différents scénarios d’émission de gaz à effet de serre sont consultables sur un site dédié publié par Météo-France en novembre 2022.

## Urbanisme

### Typologie
Au 1er janvier 2024, Gonfreville-Caillot est catégorisée commune rurale à habitat dispersé, selon la nouvelle grille communale de densité à sept niveaux définie par l'Insee en 2022.
Elle est située hors unité urbaine. Par ailleurs la commune fait partie de l'aire d'attraction du Havre, dont elle est une commune de la couronne,. Cette aire, qui regroupe 116 communes, est catégorisée dans les aires de 200 000 à moins de 700 000 habitants,.

### Voies de communication et transports
L'autoroute A29 passe à une dizaine de kilomètres au sud du village, accès par la sortie 7 Bolbec

## Toponymie
Le nom est mentionné sous la forme latinisée Gunfredivilla vers 1024.
Signification du nom : voir Gonfreville-l'Orcher.
Caillot est emprunté à la famille seigneuriale Callot mentionnée au XIIe siècle,. Ce qualificatif a été ajouté pour faire la distinction avec Gonfreville-l'Orcher.

## Politique et administration

### Liste des maires
| Période                                  | Période                    | Identité         | Étiquette | Qualité                                          |
| ---------------------------------------- | -------------------------- | ---------------- | --------- | ------------------------------------------------ |
| Les données manquantes sont à compléter. |                            |                  |           |                                                  |
| 1995                                     | En cours (au 10 août 2020) | Christian Leroux | UMP       | Artisan retraité Réélu pour le mandat 2020-2026, |

### Jumelages
La commune est jumelée avec celle de Saint-Donat, dans le Puy-de-Dôme.

## Démographie
L'évolution du nombre d'habitants est connue à travers les recensements de la population effectués dans la commune depuis 1793. Pour les communes de moins de 10 000 habitants, une enquête de recensement portant sur toute la population est réalisée tous les cinq ans, les populations de référence des années intermédiaires étant quant à elles estimées par interpolation ou extrapolation. Pour la commune, le premier recensement exhaustif entrant dans le cadre du nouveau dispositif a été réalisé en 2007.

En 2022, la commune comptait 397 habitants, en évolution de +12,46 % par rapport à 2016 (Seine-Maritime : +0,35 %, France hors Mayotte : +2,11 %).
| 1793 | 1800 | 1806 | 1821 | 1831 | 1836 | 1841 | 1846 | 1851 |
| ---- | ---- | ---- | ---- | ---- | ---- | ---- | ---- | ---- |
| 335  | 258  | 307  | 314  | 329  | 335  | 319  | 328  | 350  |

| 1856 | 1861 | 1866 | 1872 | 1876 | 1881 | 1886 | 1891 | 1896 |
| ---- | ---- | ---- | ---- | ---- | ---- | ---- | ---- | ---- |
| 343  | 351  | 354  | 327  | 376  | 340  | 327  | 292  | 286  |

| 1901 | 1906 | 1911 | 1921 | 1926 | 1931 | 1936 | 1946 | 1954 |
| ---- | ---- | ---- | ---- | ---- | ---- | ---- | ---- | ---- |
| 289  | 290  | 243  | 197  | 203  | 210  | 203  | 215  | 200  |

| 1962 | 1968 | 1975 | 1982 | 1990 | 1999 | 2006 | 2007 | 2012 |
| ---- | ---- | ---- | ---- | ---- | ---- | ---- | ---- | ---- |
| 182  | 157  | 124  | 215  | 251  | 262  | 307  | 313  | 343  |

| 2017 | 2022 | - | - | - | - | - | - | - |
| ---- | ---- | - | - | - | - | - | - | - |
| 359  | 397  | - | - | - | - | - | - | - |

## Culture locale et patrimoine

### Lieux et monuments
- Motte féodale.

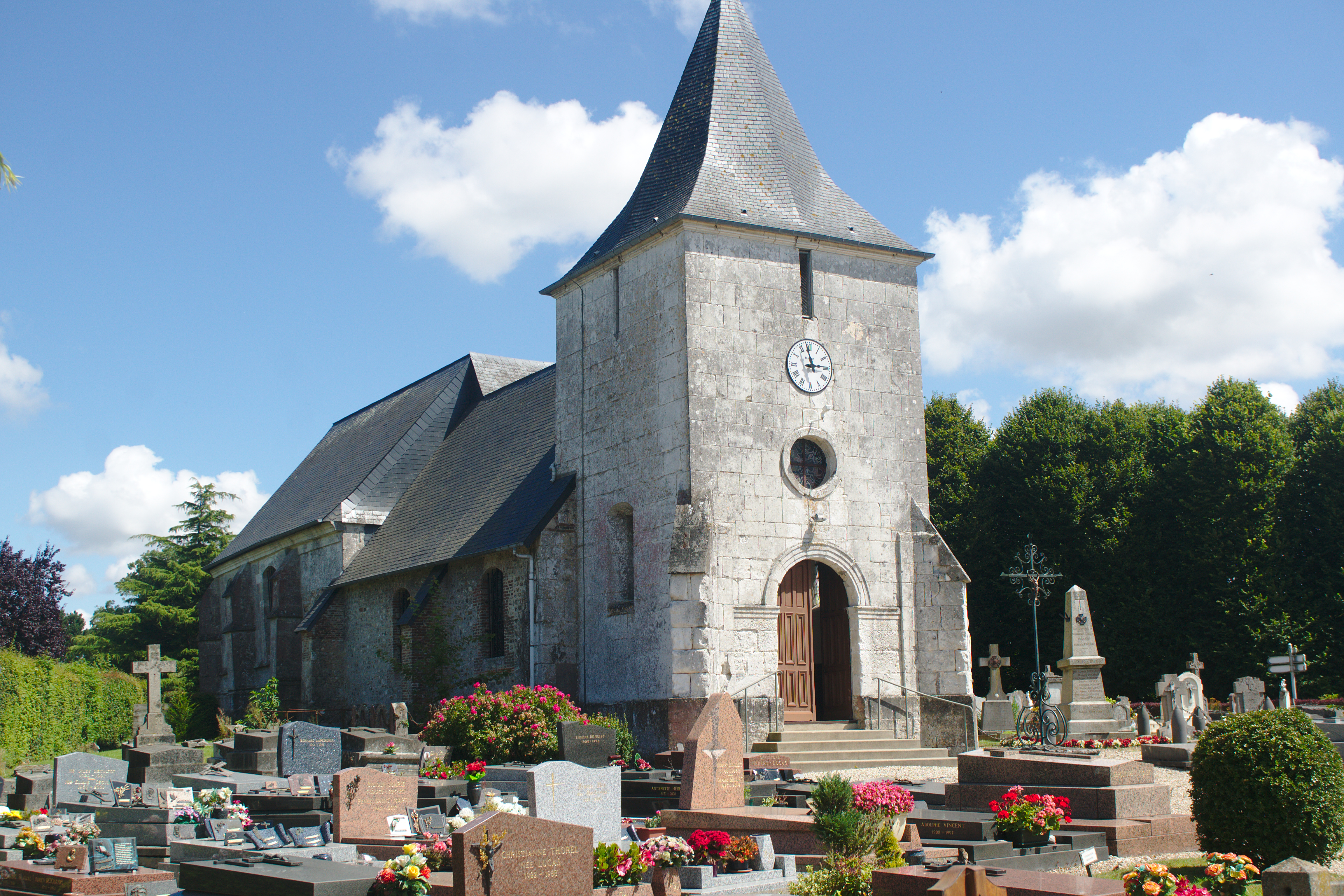
L'église

- Église Saint-Maur, face à la motte, des XVIIe et XVIIIe siècles, avec un baptistère du XIIIe siècle[16].

### Héraldique
| Armes de Gonfreville-Caillot | Les armes de la commune de Gonfreville-Caillot se blasonnent ainsi : d’azur au chevron accompagné en chef de deux cailles affrontées et en pointe d’une tête de griffon arrachée, le tout d’or. |